# Наполеон Бонапарт (фільм)
«Наполео́н Бонапа́рт» (фр. Napoléon Bonaparte) — французька біографічна драма 1935 року режисера Абеля Ґанса. Перша звукова версія фільму «Наполеон» (1927) під назвою «Наполеон Бонапарт, побачений і почутий Абелем Гансом» (фр. Napoléon Bonaparte vu et entendu par Abel Gance). Режисер озвучив епізоди з німої версії, користуючись тим, що на зйомках він примушував акторів промовляти усі репліки досконально і цілком; крім того, він додав до них нові сцени, зняті вже із звуком у 1934 році за участю низки нових акторів. 

## Сюжет
Ввечері у березня 1815 року в Греноблі Стендаль приносить своєму видавцеві Кресі рукопис «Життя Наполеона». Видавець запрошує його на підпільні нічні збори, які часто організовуються в його квартирі для підтримки культу Імператора. Стендаль приводить туди Беранже. У зборах беруть участь четверо: Трістан Флері, що осліпнув при Маренго; Теруань де Мерікур, жінка, що вела за собою в'язальниць на штурм палацу Тюїльрі і що поступово божеволіє; корсиканський пастух Санто Річчі, що називає себе кузеном Наполеона; і нарешті, сам Кресі. Вони представляють і коментують основні епізоди німого «Наполеона»: народження «Марсельєзи» в Клубі кордельєрів, ніч 10 серпня, зустріч Наполеона з матір'ю на Корсиці після довгої розлуки, його втеча з триколором в руках, «Подвійну бурю», оборону Конвенту, залицяння до Жозефіни, прийняття командування над Італійською армією. 

## В ролях
| Альбер Дьєдонне     | ···· | Наполеон            |
| Жина Мане           | ···· | Жозефіна де Богарне |
| Дамія               | ···· | «Марсельєза»        |
| Ежен Буффе          | ···· | Летиція Бонапарт    |
| Жана Маркен         | ···· | Марі-Анна           |
| Сільві Ганс         | ···· | де Мерікур          |
| Жозе Кенкель        | ···· | Стендаль            |
| Жорж Молуа          | ···· | Кресі               |
| Катела              | ···· | Жоржен              |
| Анрі Боден          | ···· | Санто Річчі         |
| Ніколя Колін        | ···· | Трістан Флері       |
| Олександр Кубицький | ···· | Дантон              |
| Антонен Арто        | ···· | Марат               |